# Pangani (rijeka)
Pangani je rijeka u Tanzaniji
Glavni izvor Panganija, rijeka Lumi,  potječe s Kilimandžara. Jezero Jipe može se smatrati rukavcem od Lume. Iznad jezera Jipe se naziva "Ruvu".Do trenutka kada dođe do oceana rijeka se naziva Pangani. Rijeka je duga oko 500 kilometara, dok je površina porječja 43.650 km². Teče kroz tri tanzanijske regije - Kilimandžaro, Manyara i Tanga, u kojoj se ulijeva u Indijski ocean. Tok rijeke mjeren je u periodu 1959. – 1977., u Korogweu u regiji Tanga, oko 110 kilometara uzvodno od ušća. Promatrano u Korogweu srednja godišnja brzina protoka u tom razdoblju bila je 27 m³/s.

## Vanjske poveznice
|  | Zajednički poslužitelj ima još gradiva o temi Pangani (rijeka) |

- Karta rijeke
- Karta rijeke i porječja